# .bg

L'assignació de l'espai d'adreces IPv4 (Bulgària).

.bg és el domini de primer nivell territorial de Bulgària. És actiu des de 1995 i actualment és operat per la societat Register.bg.
Fins a mitjans de 2006, el preu era una tarifa de registre única de 50 dòlars EUA més 50 dòlars EUA anuals (un total de 120 dòlars EUA inclòs l'IVA durant el primer any). Per als estàndards locals, aquest era un preu molt elevat, i molts llocs búlgars estaven registrats amb dominis .com (esp -bg.com), .org o .net, ja que els costos de registre eren significativament més baixos (entre 8 i 12 dòlars anuals). i menys molèsties burocràtiques.
Els dominis .bg tenen un cost anual de 30 € i estan oberts a totes les entitats amb seu o representació legal a Bulgària.